# Pteropus conspicillatus
Pteropus conspicillatus är en däggdjursart som beskrevs av Gould 1850. Pteropus conspicillatus ingår i släktet Pteropus, och familjen flyghundar. IUCN kategoriserar arten globalt som livskraftig.
Inga underarter finns listade i Catalogue of Life. Wilson & Reeder (2005) skiljer mellan två underarter.
Denna flyghund förekommer på Kap Yorkhalvön i nordöstra Australien, på Nya Guinea och på Moluckerna. Arten vistas i låglandet och i kulliga områden upp till 200 meter över havet. Habitatet utgörs av fuktiga skogar, mangrove och träskmarker. Honor föder en unge per kull.